# Organon BioSciences
Pour les articles homonymes, voir Organon (homonymie).
Organon BioSciences est une industrie pharmaceutique multinationale d'origine néerlandaise, fondée à Oss en 1923. Organon a été la première usine d'insuline et est actuellement plus connu pour le développement de la pilule contraceptive. Organon, intégré il y a quelques années à AkzoNobel, a été mis en vente en mars 2007 et, avec l'accord de la FDP, est intégré à Schering-Plough le 19 novembre 2007.

## Histoire
Le suffixe on est souvent donné à des médicaments et le nom Organon veut dire : médicament venant d'organes.
En 1887, Saal van Zwanenberg, membre d'une famille de commerçants en bétail et viande venant de Geffen (Brabant-Septentrional), fonde dans le village voisin d'Oss les Zwanenberg Slachterijen en Fabrieken (Zwanenberg abattoirs et usines). Van Zwanenberg voulait faire un usage utile des déchets de l'abattoir.
Sous sa direction, Ernst Laqueur et Jacques van Oss développent une méthode pour extraire l'insuline du pancréas animal, à la suite de quoi Van Zwanenberg fonde en 1923 la filiale Organon, premier producteur d'insuline au monde.
Avec Van Zwanenberg directeur commercial, et Laqueur chef de recherche, Organon devient très vite une société multinationale, qui déjà en 1934 a des succursales dans 40 pays. La société porte alors le nom de Zwanenberg Organon, indiquant la combinaison usine de viande et usine pharmaceutique.
En 1953 l'entreprise reçoit le prédicat Royal et sous le nom Koninklijke Zwanenberg Organon la société acquiert plusieurs autres sociétés, entre autres en 1965 Kortman & Schulte et Noury & Van der Lande.
En 1967, Koninklijke Zwanenberg Organon réalisait la fusion avec la Koninklijke Zout-Ketjen sous le nom Koninklijke Zout Organon, qui en 1969 s'intégrait avec Algemene Kunstzijde Unie (AKU) dans le trust AKZO.
En 1970 le trust vendait la branche viande à Unilever, cette autre société multinationale originaire d'Oss. Unilever à son tour a vendu en 1996 la branche viande à une société familiale de Almelo.
Actuellement, Organon a des laboratoires de recherche dans 5 pays, des usines de production dans 15 pays et des succursales dans 50 pays, et vend ses produits dans 100 pays. C'est la plus grande société pharmaceutique des Pays-Bas.
En 2001, la filiale Organon Teknika, spécialisée dans l'hémoculture est cédée au groupe français BioMérieux.
En 2002 on a transféré une partie du siège principal de la société Organon d'Oss à Roseland, New Jersey aux États-Unis, pour être plus proche du centre mondial de l'industrie pharmaceutique.
En 2007, le directeur Hans Wijers du trust AkzoNobel annonçait la vente de Organon BioSciences en le portant à la bourse le 12 mars 2007 ; mais au dernier moment la société américaine Schering-Plough se portait acquéreur pour 11 milliards d'euros.
Schering-Plough finalise l'acquisition d'Organon le 19 novembre 2007, après avoir obtenu l'accord de la FTC.

## Produits d'Organon
En plus de la production d'insuline, Organon gagnait après la Seconde Guerre mondiale de la renommée avec Lyndiol (1962), une des premières pilules contraceptives au monde. La production dans le Brabant-Septentrional très catholique n'allait pas de soi. Les employés ont tellement protesté qu'il fallait confier l'emballage à un sous-traitant ailleurs. Ensuite venaient entre autres les inventions du stérilet, (1974), le contraceptif hypodermique  Implanon (1998), l'anneau contraceptif Nuvaring (2003) et l'antidépresseur Remeron.
La liste totale des produits médicaux d'Organon à la date de fin août 2007 est: 
| - Aacidexam - Aacifemine - Cerazette - Deca-durabolin, plus tard connu dans le monde du sport comme le produit dopant du nom de nandrolone. - Dimenformon prolongatum - Esmeron - Gracial |  | - Guronsan - Implanon - Lerivon - Livial - Marvelon - Meno-implant - Mercilon - Norcuron |  | - Nuvaring - Oncotice - Oradexon - Orgalutran - Orgametril - Orgaran - Ovidol |  | - Pregnyl - Provigil - Puregon - Remeron - Sustanon 250 - Testocaps - Thyrax |

## Les implantations aux Pays-Bas
Aux Pays-Bas: 
- Oss (plusieurs, y compris une partie du siège principal)
- Schaijk
- Boxtel (la filiale Diosynth)
- Apeldoorn

## Source
- (nl) Cet article est partiellement ou en totalité issu de l’article de Wikipédia en néerlandais intitulé « Organon (multinational) » (voir la liste des auteurs).